# Jan Řehula
Jan Řehula (n. 15 noiembrie 1973, Cheb, Republica Socialistă Cehă, Cehoslovacia) este un triatlonist ce a reprezentat Cehia, medaliat olimpic. A participat la o ediție a Jocurilor Olimpice (2000) în care a câștigat o medalie de bronz.

## Participări
Lista de mai jos prezintă principalele competiții la care a participat Jan Řehula de-a lungul carierei.
- triathlon at the 2000 Summer Olympics – men's[*]